# Pierre Lemonnier
Pierre Lemonnier (Saint-Sever, 28 de juny de 1675 – Saint-Germain-en-Laye, 27 de novembre de 1757) va ser un astrònom francès professor de física i filosofia al Collège d'Harcourt (Universitat de París), i un membre de l'Acadèmia Francesa de Ciències.
Lemonnier publicà un llibre de text universitari en llatí de 6 volums Cursus philosophicus ad scholarum usum accommodatus (París, 1750/1754) que constava dels següents volums generalment d'acord amb el sistema Ratio Studiorum):
- Volum 1 - Logica[4]
- Volum 2 - Metaphysica[5]
- Volum 3 - Physica Generalis[6] incloent mecànica i geometria
- Volum 4 - Physica Particularis (Part I)[7] incloent astronomia (Ptolemaic, Copernicà,  Tychònic), òptica, química, gravetat, i dinàmica Newtoniana versus la dinàmica Cartesiana
- Volum 5 - Physica Particularis (Part II)[8] incloent mecànica de fluids, anatomia humana, magnetisme, i temes diversos (terratrèmols, electricitat, botànica, metal·lúrgia, etc. ...)
- Volum 6 - Moralis[9] incloent apèndixs de trigonometria i rellotges de sol

Fou pare de Pierre Charles Le Monnier i de Louis Guillaume Le Monnier.